# Catedrala „Sfântul Mitrofan” din Florești
Catedrala „Sf. Mitrofan” cu turnul-clopotniță este o biserică amplasată în Florești, Republica Moldova. Este un monument arhitectural de importanță națională inclus în Registrul monumentelor Republicii Moldova ocrotite de stat cu nr. 1246 (raionul Florești). Datează din 1850-1870.